# Paul-Antoine Miquel
Pour les articles homonymes, voir Miquel.
Paul-Antoine Miquel (né le 16 novembre 1959 à Paris) est un philosophe français, agrégé de philosophie en 1987, puis maître de conférences à l’université de Nice Sophia Antipolis à partir de 1997. Il est professeur de philosophie contemporaine à l’université Toulouse-Jean-Jaurès depuis septembre 2013.
S’inscrivant dans la lignée de la pensée de Bergson et, plus généralement, de la philosophie française de la vie, il mène ses recherches en philosophie de la biologie, d’un point de vue indissociablement épistémologique et métaphysique. S’inspirant du concept d'émergence diachronique, il tente ainsi d’articuler une approche non physicaliste du vivant à une métaphysique de la nature et, en interrogeant notamment le statut des métaphores dans le discours scientifique, de redéterminer les rapports entre science, philosophie, et politique.

## Publications

### Ouvrages
- Épistémologie des sciences humaines, Nathan, Paris, 1991.
- Le problème de la nouveauté dans l’évolution du vivant. De l’évolution créatrice de Bergson à la biologie contemporaine, Presses universitaires du Septentrion, Lille, 1996.
- Comment penser le désordre ?, Paris, Fayard, 2000[3].
- Programme génétique concept biologique ou métaphore ?, en collaboration avec M.C. Maurel, Paris, Kimé, 2001.
- Bio-logiques du vieillissement, en collaboration avec Ladislas Robert, Paris, Kimé, 2004.
- Qu’est-ce que la vie ?, Paris, Vrin,  2007. Traduction italienne : Che cos’è la vita ?, Textus 2011.
- Bergson ou l’imagination métaphysique, Paris, Kimé, 2007.
- Le Vital, aspects physiques, aspects métaphysiques, Paris, Kimé, 2011.

### Directions d’ouvrages ou de numéros de revues
- Nouveaux débats sur le vivant, codirigé avec Marie-Christine Maurel, Paris, Kimé, 2003.
- Bergson et la science, codirigé avec F. Worms, Paris, PUF, "Epiméthée", "Annales Bergsoniennes n°3, 2006.
- Biologie du XXIe siècle : évolution des concepts fondateurs, De Boeck, Bruxelles, 2008. Extraits
- Comment la cellule détecte-t-elle le photon ? Noesis n°14, Nice, 2008 en ligne
- Sciences du vivant et phénoménologie de la vie, Noesis n°14, Nice, 2009.
- Responsable de la publication des œuvres complètes de Bergson, aux éditions Garnier Flammarion.